# Commodore 64

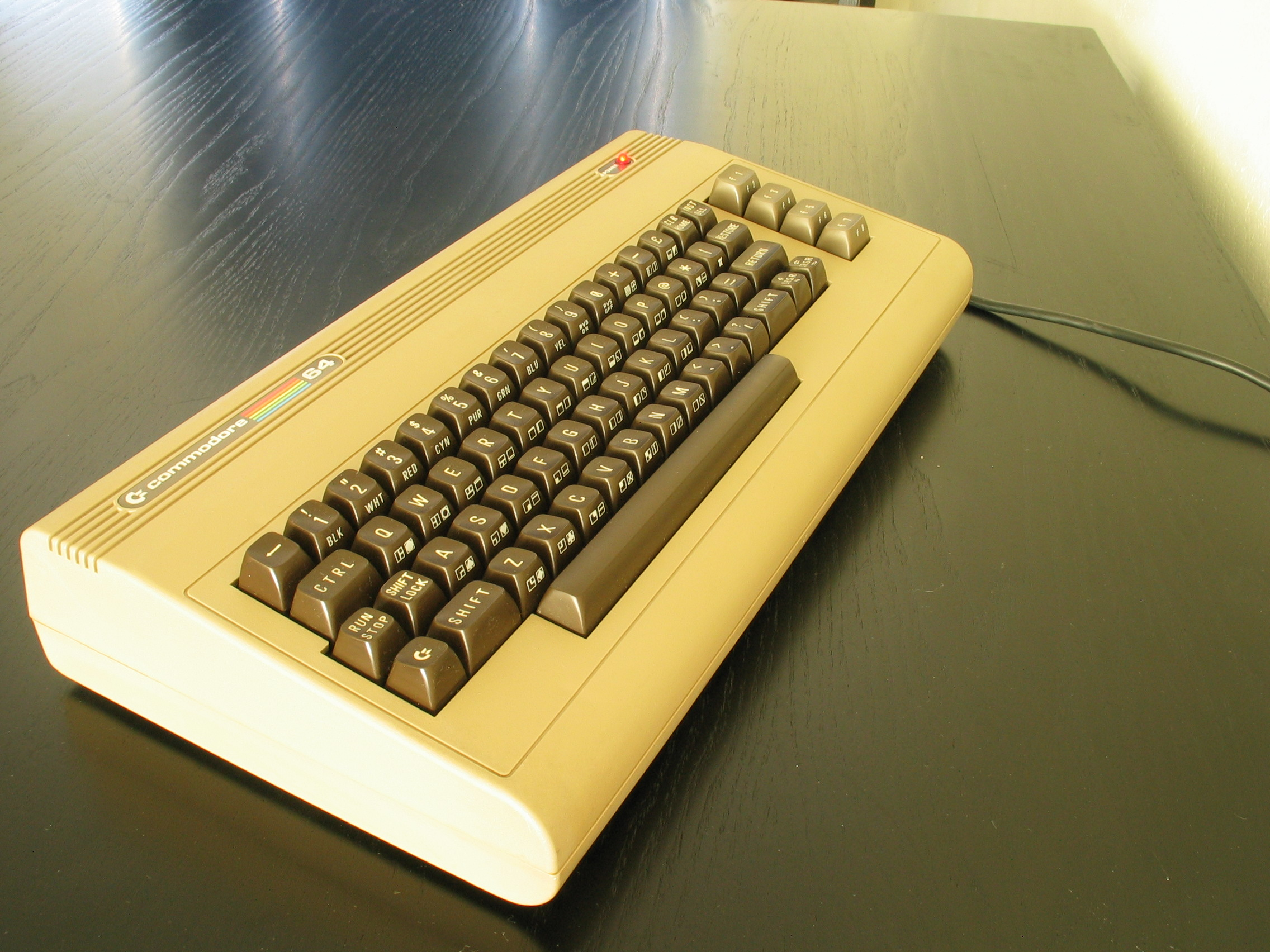
Commodore 64 "Breadbin".

Commodore 64 (C64, CBM 64/CBM64, C=64,C-64, VIC-64) fue una computadora doméstica de 8 bits desarrollada por Commodore International en agosto de 1982 a un precio inicial de 595 dólares. Sucedió a la Commodore VIC-20 y a la Commodore MAX Machine, con 64 kilobytes (65 536 bytes) de RAM, con gráficos y sonido muy por encima de otros equipos contemporáneos.
Utilizaba una unidad de casete (Datasette) además de una disquetera de 5 1/4 pulgadas (Commodore 1541). Disponía de un teclado profesional muy robusto, distintas tomas de conexión y poseía infinidad de videojuegos, aplicaciones y gráficos. Contaba con una paleta de 16 colores y un intérprete BASIC (el Commodore BASIC v2.0). Aceptaba la conexión directa de periféricos sin necesidad de una interfaz de conexión, (como alguno de sus más directos competidores) incorporando dos puertos de conexión de mandos de juego (joysticks), puertos serie IEC, RS232 y C2N, salida a televisión, salidas de vídeo compuesto y audio mediante conector DIN de alta fidelidad y un puerto de expansión para cartuchos. Algunos cartuchos incorporaban lenguajes de programación como COBOL, o un BASIC más avanzado, o expansión de RAM, más algunas utilidades para congelar los juegos y poder copiarlos. Su reloj funcionaba a menos de 1 Megahercio, pero sus excelentes capacidades gráficas y sonoras, hicieron de ella la computadora personal favorita de millones de usuarios caseros. Hoy en día existen programas que emulan su funcionamiento al completo, para GNU/Linux, Windows y otros sistemas operativos.
El Commodore 64 sigue siendo el modelo de computadora doméstica más vendida en el mundo. Se estiman sus ventas entre 22,5 y 17 millones de unidadesdurante sus 2 décadas en el mercado internacional...

## Orígenes
En enero de 1981, MOS Technology, Inc., diseñadora de circuitos integrados subsidiaria de Commodore, inició un proyecto para diseñar los circuitos gráfico y de audio para la nueva generación de videoconsolas. El diseño de los circuitos, llamados VIC-II (gráficos) y SID (audio) fue completado en noviembre de 1981.
Entonces se comenzó un proyecto para una videoconsola de Commodore que usara ambos circuitos, llamada Ultimax o Commodore MAX Machine, creada por Yashi Terakura de Commodore Japón. Este proyecto fue cancelado después de fabricarse algunas unidades para el mercado japonés.
Al mismo tiempo, Robert "Bob" Russell, programador de sistemas y arquitecto del VIC-20, y Robert "Bob" Yannes, ingeniero del SID, eran críticos para la línea de productos de Commodore, la cual era una continuación de la línea PET, dirigida a usuarios de negocios. Con el apoyo de Al Charpentier, ingeniero del VIC-II, y de Charles Winterble, gestor de MOS Technology, propusieron a Jack Tramiel, oficial ejecutivo en jefe de Commodore, una verdadera secuela de bajo coste del VIC-20. Tramiel dictaminó que la máquina debía tener 64 KB de RAM. Aunque 64 KB de DRAM costaban más de 100 dólares en ese momento, Tramiel sabía que los precios caían y que muy pronto tendrían un precio aceptable antes de iniciarse la producción. En noviembre, Tramiel fijó como fecha de entrega el primer fin de semana de enero, para coincidir con el Consumer Electronics Show de 1982.
El producto tenía el nombre en clave de VIC-40, al ser el sucesor del popular VIC-20. El equipo que lo construyó fue formado por Robert Russell, Robert Yannes y David A. Ziembicki. El diseño, los prototipos y algún software de prueba fue acabado a tiempo para el show, después de haber estado el equipo trabajando sin descanso incluso en los fines de semana del día de Acción de Gracias y Navidad.
Cuando el producto iba a ser presentado, el VIC-40 fue renombrado a C64 para ajustarse a las líneas actuales de negocios de Commodore, las cuales incluían el P128 y el B256, ambos nombrados con una letra y su respectivo tamaño de memoria.
El C64 tuvo una presentación impresionante, tal y como recuerda el ingeniero de producción David A. Ziembicki: "Todo lo que veíamos en nuestro pabellón era gente de Atari con la boca abierta, diciendo '¿Cómo pueden hacer esto por 595$?'". La respuesta era, según se vio, la integración vertical: gracias a ser Commodore la dueña de las plantas de fabricación de semiconductores de MOS Technology, cada C64 tenía un costo estimado de producción de solo 135 dólares.

## Los diferentes modelos de Commodore 64
Además del C64 con su diseño característico heredado del VIC-20, Commodore y otros fabricantes pusieron a la venta unos modelos derivados del C64 de base.

### Max Machine
En 1982, Commodore desarrolló el Commodore MAX Machine en Japón, llamado Ultimax en los EE. UU., y VC-10 en Alemania. El MAX fue pensado para ser una consola de juegos y se basó en una versión muy reducida del hardware del C64. El MAX se suspendió meses después de su introducción, a causa de las malas ventas en Japón.

### Educador 64
En 1983, para competir con Apple II en el sector de la educación en Estados Unidos, Commodore ponía en el mercado el Educator 64 que consistía esencialmente en un C64 y un monitor monocromático verde, dentro de una caja de un Commodore PET serie 4000. Las escuelas prefirieron las versiones todo-en-uno en metal de este modelo al estándar C64 con sus componentes separados, ya que podían ser fácilmente dañados, ser sometidos a actos de vandalismo y/o robo.

### SX-64

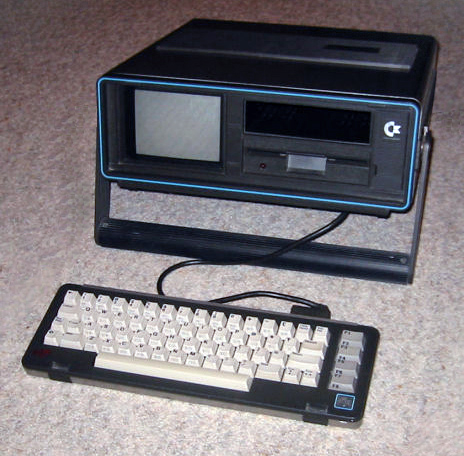
Commodore SX-64

En 1984, Commodore proponía el primer ordenador portable con pantalla color, el Commodore SX-64, una versión portable del C64. Tenía una pantalla CRT color de 5" (127 mm) e incluía solo una unidad de disquete 1541, no incluía la unidad de casete (Datasette).

### 128
En 1985 aparece el Commodore 128 (y más tarde el 128D) que es retro-compatible con el C64. Es una versión mejorada del C64 con el doble de memoria (RAM), con posibilidad de mostrar en pantalla 80 columnas en modo texto, además de un diseño nuevo de la caja y del teclado. También incluya un procesador Zilog Z80 para usarlo en modo CP/M en alternancia con el Commodore BASIC 7.0.

### 64C
En 1986, Commodore lanzó el Commodore 64C (C64C) que era funcionalmente idéntico al original, pero con un diseño más parecido al Commodore 128. Las modificaciones fueron más allá del simple cambio de look, ya que el C64C incorporaba nuevas versiones del chip de sonido SID, del chip vídeo Vic y del chip de entrada/salida (I/O), adaptados a un nuevo voltaje en el núcleo (Vcore) de 9V (en vez de 12V). A menudo, el C64C fue vendido con el sistema operativo GEOS. En paralelo, la nueva unidad de disco Commodore 1541C cambió su look para adaptarse al nuevo C64C, además de ser más silenciosa y más fiable.

### 64GS

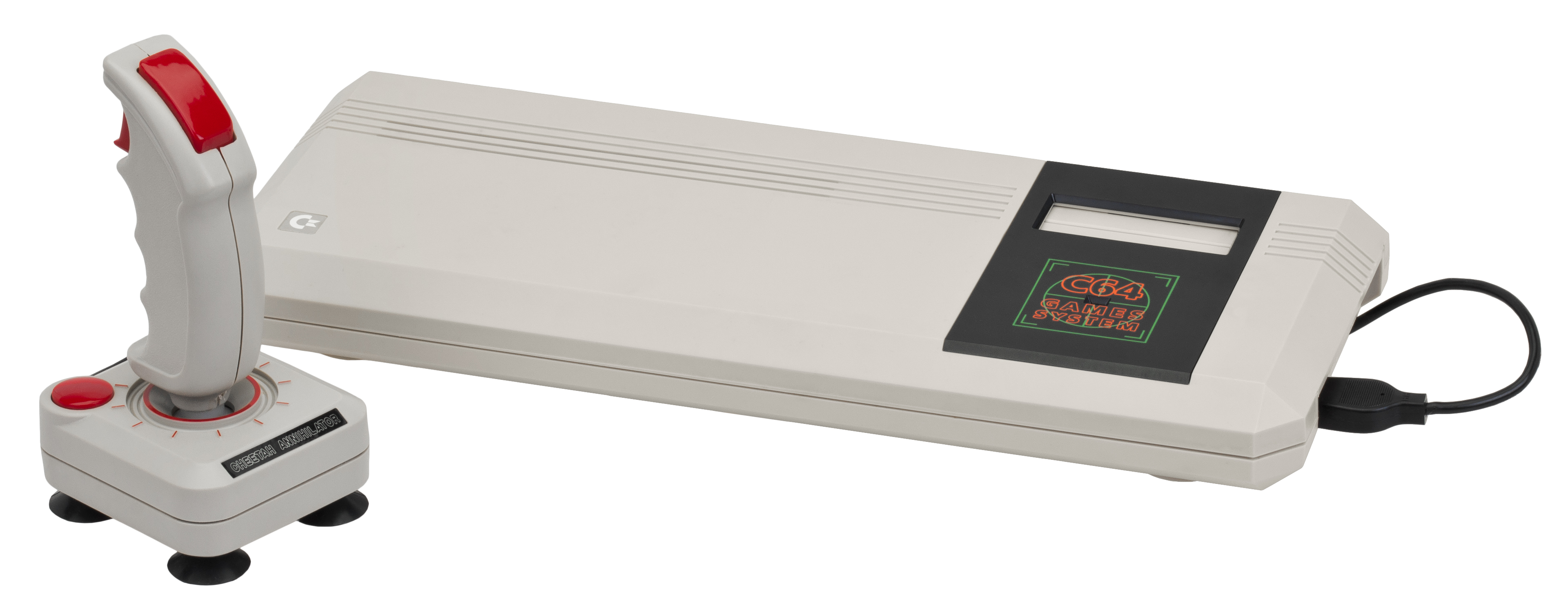
Commodore 64 Games System

En 1990, el C64 fue reeditado en forma de una consola de juegos, llamado Commodore 64 Games System (C64GS). Se hizo una modificación simple de la placa base del C64C para orientar el conector del cartucho en posición vertical. Solo tenía las conexiones mínimas para conectar el audio, el vídeo, los mandos de juegos y el cartucho. Su ROM fue modificada para simplificar el arranque del sistema con una pantalla de inicio al estilo "Inserte el cartucho de juego". Fue diseñado para competir con la Nintendo Entertainment System y el Sega Master System, pero sus malas ventas comparadas con sus rivales fue un fracaso comercial para Commodore y nunca fue lanzado fuera de Europa.

### Otros
En 2000, el fabricante Tulip Computers propone un producto basado en el C64, el C64 Direct-to-TV. Este peculiar modelo del C64 está contenido dentro de un mando de juego, de tipo Joystick. A la base, es un sistema cerrado ya que solo propone 30 juegos clásicos del C64, 2 conectores RCA (audio/vídeo) y en su interior, un ASIC funcionando a 32 MHz emulando al procesador 6510, al VIC-II, al SID, al CIA y al PLA. Existen modificaciones para extender sus capacidades y mejorar su conectividad con lectores externos por ejemplo.
Otros modelos del C64, muy específico al mercado alemán, aparecieron durante esos años, como el Commodore 64 "Aldi", el Commodore 64 Golden Edition y el Commodore 64G

## Características varias

Commodore BASIC V2.0.

La Commodore 64 fue la computadora que inspiró a muchos músicos y programadores y es posiblemente el ordenador de 8 bits de culto más importante. A día de hoy existe una comunidad de usuarios muy activa que siguen programando para el C64, haciendo auténticas filigranas. También existe una subcultura musical dentro del Commodore 64.
También inspiró a otros empresarios como por ejemplo, la tecla Commodore, esta era una tecla especial que daba muchas funciones al presionarla combinada con otras teclas, al igual que los teclados compatibles con Windows tienen el logotipo del sistema operativo de Microsoft, y los teclados para Apple Macintosh, el logotipo de Apple Inc..
La interfaz gráfica GEOS se podía hacer arrancar desde una memoria EPROM en los cartuchos de expansión, con lo cual al encender la Commodore 64, esta iniciaba la interfaz gráfica vía hardware dándole una velocidad insuperable contra el Datasette y la disquetera. Con esto quedaba una computadora óptima para trabajo directo, incluso se logró mantener un reloj en la interfaz GEOS con lo cual mejoraba mucho sus capacidades.
Vale la pena hacer notar que la Commodore 64 tenía una excelente arquitectura de hardware dada su capacidad de expansión mediante cartuchos y una gran versatilidad.
También tenía periféricos como mouse, impresora, disquetera, discos duros, módem telefónico, joysticks, lápiz óptico, teclado de música, monitores, casetes, etc.
En el año 2005 la compañía Creative Micro Designs lanzó al mercado la CMD SuperCPU, que se conectaba en el puerto de expansión proporcionado una CPU de 16 bits WDC 65C816 a 20 MHz, que además soporta expansión de 16 MB de memoria RAM y la conexión de un disco duro.
Actualmente se pueden descargar juegos de la Commodore 64 en la Consola Virtual de la Wii

## Especificaciones técnicas
- Microprocesador:

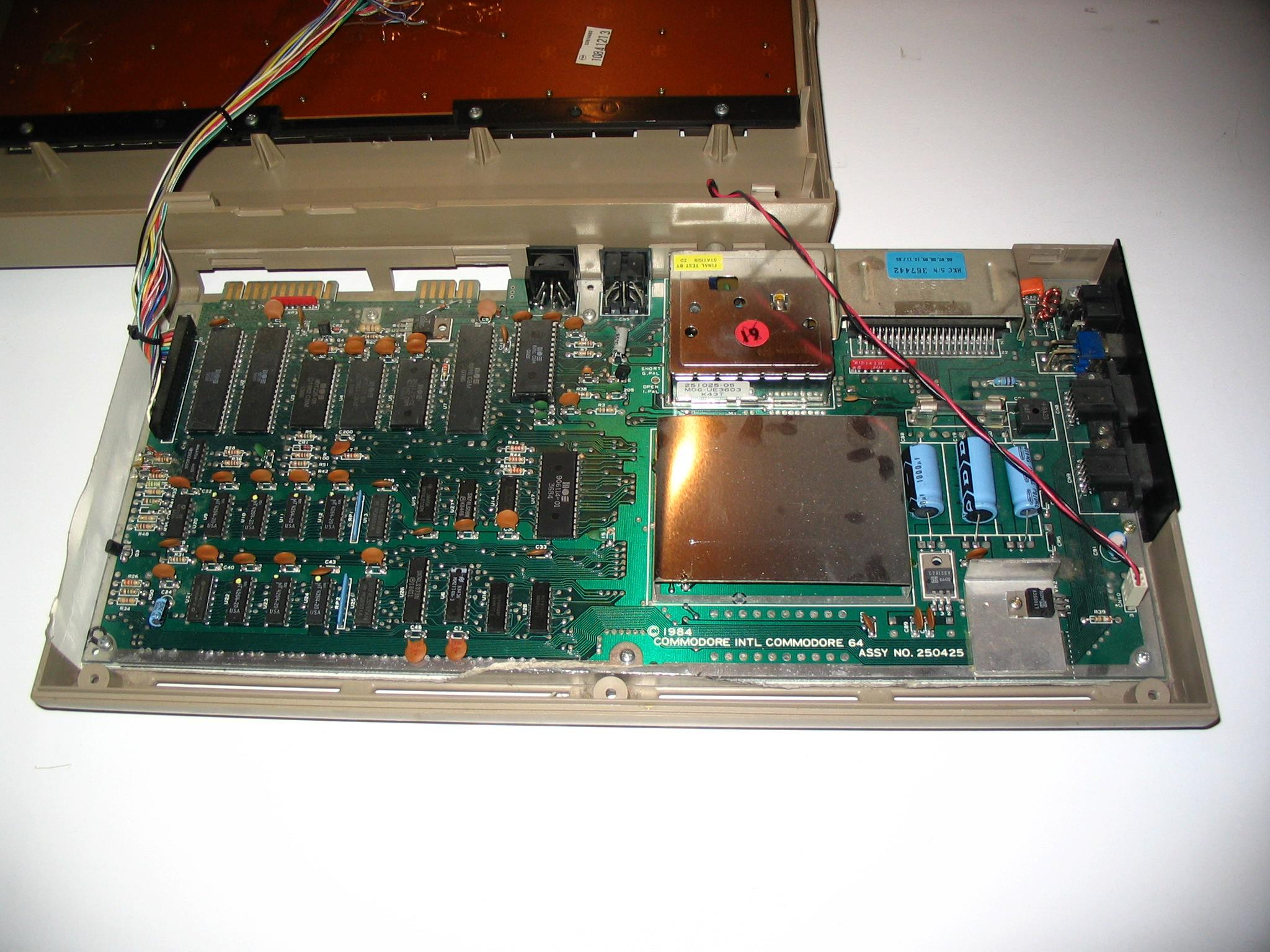
Placa base de un Commodore 64.

  - MOS Technology 6510/8500 (un MOS 6502 con un puerto integrado de entrada/salida de 6 bits)
  - Velocidad de reloj: 0,985 MHz (PAL) / 1,023 MHz (NTSC)
- Video: MOS Technology VIC-II 6567/8567 (NTSC), 6569/8569 (PAL)
  - 16 colores
  - Modo texto: 40×25 caracteres; 256 caracteres definibles (8×8 píxeles, o 4×8 en modo multicolor); fondo definido por 4-bit
  - Modo mapa de bits: 320×200 (2 colores únicos en cada bloque de 8×8 píxeles),[3] 160×200 (3 colores únicos más un color común en cada bloque de 4x8)[4]
  - 8 sprites por hardware de 24×21 píxeles, (12×21 en modo multicolor)
- Sonido: MOS Technology 6581/8580 SID
  - Sintetizador de 3 voces con ADSR controlable
  - 8 Octavas
  - 4 Formas de onda: triángulo, sierra, pulso variable, ruido
  - Sincronización de osciladores, Modulación en anillo
  - Filtros programables: paso alto, paso bajo, paso banda, elimina banda
- RAM:
  - 64 Kilobytes (65 536 bytes), de los cuales 38 KB menos 1 byte (38911 bytes) está disponible para programas en BASIC
  - 512 bytes de RAM para color
- ROM:
  - 20 Kilobytes (9 KB BASIC 2.0, 7 KB KERNEL, 4 KB caracteres: dos juegos de 2 KB cada uno)
- Entrada/Salida:
  - Puerto serie RS232C (para módem, consola, etc.)
  - Puerto serie IEC (para unidades de disco, impresoras, etc.)
  - Puerto serie C2N (para datasette)
  - Salida de video compuesto y audio
  - Salida modulada para TV
  - Conector de expansión para cartuchos (al BUS interno del C64)
  - 2 conectores para mando de juego (joystick u otros dispositivos como ratón, paddle, lápiz óptico, tableta gráfica).

## Clones de Commodore 64
Muchos países fabricaron clones de este modelo no siempre bajo licencia Commodore.
En Argentina la firma Drean, un fabricante de electrodomésticos argentino, compró en 1982 la licencia para fabricar localmente la C64, comenzando la producción en su planta en la provincia de San Luis en 1983. Luego, ante el éxito de ventas, fabricaría los modelos 16 en 1985 (con poco éxito de ventas), 64C a fines de 1986 (con la mayoría de sus partes fabricadas localmente) y 128 a inicios de 1986 (con unos pocos cientos de unidades producidas).
El modelo 64 se asemejaba a su par estadounidense, diferenciándose exteriormente en las siglas de encendido y en el anexo de la palabra Drean anteponiéndose a Commodore 64 en la carcasa de la máquina. Las mismas diferían de color en sus años de fabricación, algunas respetaban a las de Estados Unidos y otras no, ya que los plásticos se fabricaban localmente. Internamente la versión Argentina tenía salida de video PAL-N en lugar de NTSC; además, por este motivo, tenía una frecuencia de reloj mayor, lo que se podía notar en algunos juegos ya que estos fueron diseñados en su mayoría para la versión estadounidense. Otra diferencia destacable era la fuente de alimentación adaptada para 220V en lugar de los 110V originales. Estos clones legítimos eran de excelente calidad, aunque algunos usuarios se quejaban de la dureza del teclado, y 8 de cada 10 "Commodores" vendidas llegaron a ser de Drean. La Drean Commodore 64C era internamente igual al modelo 64. La diferencia radicaba en el formato de la carcasa, que era más ergonómica, similar al teclado del modelo 128. A diferencia de los otros modelos, incluía el disquete de GEOS. Drean también importó software, que era distribuido en forma de cartuchos, casetes y disquetes, con su marca o bajo la marca Peek.
La producción finalizó a mediados de 1988, cuando Commodore International le retiró la licencia a Drean, luego de haber producido unas 300 000 unidades.